# 旧制歯科医学専門学校
旧制歯科医学専門学校（きゅうせいしかいがくせんもんがっこう）は、旧学制における歯科医師養成学校。

## 概要
1946年（昭和21年）以前の歯科医師養成は大学ではなく、専門学校レベルで行われていた。
修業年限は4ないし5年で、最初の2年を基礎医歯学教育、残る2-3年を臨床医歯学教育にあてた。卒業生には学校名を冠した歯科医学士（例えば東京歯科医学士、大阪歯科医学士）の称号が与えられた（東京高等歯科医学校は、歯科得業士の称号を与えた）。

## 一覧
官立の東京高等歯科医学校を除きすべて私立であることが特徴である。また、設立年はすべて専門学校令による学校の設立。

### 官立
- 東京高等歯科医学校（1928年設立・現東京科学大学歯学部）
  - のちに医学科を併設し、東京医学歯学専門学校と改称。

### 私立
- 東京歯科医学専門学校 （1907年設立・現東京歯科大学）
- 日本歯科医学専門学校 （1907年設立・現日本歯科大学）
- 東洋歯科医学専門学校（1916年設立・現日本大学歯学部）
  - 1916年 東洋歯科医学校設立
  - 1920年 東洋歯科医学専門学校に昇格（専門学校令）
  - 1921年 日本大学と合併し、日本大学専門部歯科となる。
- 大阪歯科医学専門学校 （1917年設立・現大阪歯科大学）
- 九州歯科医学専門学校（1921年設立・現九州歯科大学）
  - 後に福岡県に移管され、医学科を併設して福岡県立医学歯学専門学校となる。
- 東洋女子歯科医学専門学校 （1921年設立・現東洋学園大学）
  - 1917年 明華女子歯科医学講習所
  - 1921年 明華女子歯科医学専門学校に昇格
  - 1926年 東洋女子歯科医学専門学校と改称
  - 戦後に廃校となり設備は東洋女子短期大学（後に東洋学園大学）に継承される
- 東京女子歯科医学専門学校（1922年設立・神奈川歯科大学）
  - 1934年 日本女子歯科医学専門学校と改称。
  - 戦後廃校となり設備は日本女子歯科厚生学校を経て、神奈川歯科大学として再興される

### 戦後のA級B級判定
戦後になり歯学教育が大学に一本化されることになり、GHQは各歯科医学専門学校の調査を行い、A級と判定した学校は旧制大学に昇格させ、B級と判定された学校は廃校とされた（これは医学専門学校も同じである）。
| A級判定された歯専 | A級判定された歯専            | A級判定された歯専                   | A級判定された歯専                                             |
| 種別              | 旧制歯科医専                 | 旧制大学→新制大学                   | 旧制大学→新制大学                                             |
| ----------------- | ---------------------------- | ----------------------------------- | ------------------------------------------------------------- |
| 国立              | 東京医学歯学専門学校         | 東京医科歯科大学→東京科学大学歯学部 | 東京医科歯科大学→東京科学大学歯学部                           |
| 私立              | 東京歯科医学専門学校         | 東京歯科大学                        | 東京歯科大学                                                  |
| 私立              | 日本歯科医学専門学校         | 日本歯科大学                        | 日本歯科大学                                                  |
| 私立              | 日本大学専門部歯科           | 日本大学歯学部                      | 日本大学歯学部                                                |
| 私立              | 大阪歯科医学専門学校         | 大阪歯科大学                        | 大阪歯科大学                                                  |
| B級判定された歯専 |                              |                                     |                                                               |
| 種別              | 旧制歯科医専                 | 転換校（戦後特設高等学校など）      | 新制大学                                                      |
| 公立              | 福岡県立医学歯学専門学校歯科 | 福岡県立歯科医学専門学校            | 九州歯科大学                                                  |
| 私立              | 日本女子歯科医学専門学校     | 日本高等学校                        | 日本女子衛生短期大学→神奈川歯科大学・神奈川歯科大学短期大学部 |
| 私立              | 東洋女子歯科医学専門学校     | 東洋高等学校                        | 東洋女子短期大学→東洋学園大学                                 |